# Внутренние языки острова Малекула
Внутренние языки острова Малекула — ветвь северновануатских языков. Распространены на территории Вануату.

## Состав
- Язык лабо: нинде
- Центральномалекулярные языки: авава, лареват, лицлиц, марагус, насариан, невервер, невеей, в’енен-таут
- Языки малых намба: диксон-риф, летембой, репанбитип

Вероятно, к внутренним языкам острова Малекула относится язык нати.